# André Korff
André Korff (nascido em 16 de junho de 1973) é um ex-ciclista alemão. Ele estreou como profissional em 1998 com a equipe de ciclismo Festina.

## Palmarès
1997
- 1 etapa na Volta à Baixa Saxônia

1998
- 1 etapa do Grande Prêmio Guillermo Tell

2004
- 1 etapa na Rheinland-Pfalz Rundfahrt